# Рафах (город)
Ра́фах (ивр. רפיח‎ — Рафиах, в древности Рафия) — город в секторе Газа. Часть города расположена на территории Египта.
Население в 1997 году — 91 931 человек, плотность населения примерно соответствует уровню Берлина. 80 % из них составляют потомки беженцев, опекаемые БАПОР.
К югу от города расположен единственный аэропорт ПНА — Международный аэропорт имени Ясира Арафата. Построен совместно Японией, Египтом, Саудовской Аравией, Испанией и Германией в 1998 году. Разрушен Израилем в 2001 году, после начала «Интифады Аль-Аксы».
Также в южной части города находится пограничный переход Египет — ПНА. До захвата власти в секторе Газа ХАМАСом в 2007 году переход контролировался Израилем и Евросоюзом. Параллельный переход — в Керем-Шалом.

## География
Город расположен на севере пустыни Негев на Синайском полуострове.

## История
Первое письменное упоминание — 1303 до н. э. (фараон Сети I). 

Во время 4-й Сирийской войны при Рафии Птолемей IV разбил Антиоха III и захватил Южную Сирию.

### Современный период
В начале мая 2024 года, в рамках в войны с Хамас, Израиль начал в городе антитеррористическую операцию.